# Carlo Urbani
Carlo Urbani (19 d'octubre de 1956 - 29 de març de 2003) va ser un metge i microbiòleg italià i el primer que va identificar la síndrome respiratòria aguda greu (SARS) com una nova malaltia vírica i altament contagiosa durant el brot de 2003. Tot i que es va infectar i va morir amb la SARS, el seu avís precoç a l'Organització Mundial de la Salut (OMS) va dur a una resposta ràpida i global que salvà nombroses vides.

## Carrera mèdica
Urbani es va llicenciar amb un títol de medicina el 1981 a la Universitat d'Ancona i es va especialitzar en malalties infeccioses i tropicals a la Universitat de Messina. Posteriorment va obtenir un títol de postgrau en parasitologia tropical.
Urbani va començar a oferir-se voluntari en tasques sobre malalties endèmiques africanes des que es va incorporar a l'ONG catòlica italiana Mani Tese. El 1987 Urbani va anar a Etiòpia durant un mes. El 1989 va treballar al departament de malalties infeccioses de Macerata. Després d'anys treballant en el camp de la medicina epidèmica, el 1993 es va convertir en consultor extern de l'Organització Mundial de la Salut.
El 1996 es va incorporar a Metges sense Fronteres (MSF) i es va traslladar amb la seva família a Phnom Penh, Cambodja, durant un any. En tornar al seu lloc de treball a Macerata, es va convertir en president de la secció italiana de MSF. Va ajudar a endegar una campanya contra empreses farmacèutiques multinacionals que mantenen un cost elevat de medicaments indispensables contra la SIDA, la malària i la tuberculosi. El 1999 va formar part de la delegació que va rebre el premi Nobel de la pau atorgat a MSF. Amb el premi, Urbani va decidir crear un fons per promoure una campanya internacional d'accés a medicaments essencials per a les comunitats més pobres del món.

## Brot de SARS
A les acaballes de febrer de 2003, Urbani va anar a l'Hospital Francès de Hanoi per una consulta amb el pacient Johnny Chen, un empresari estatunidenc que havia emmalaltit amb el que els metges creien que podia ser un cas atípic de grip. Urbani es va adonar que la malaltia de Chen era probablement una malaltia nova i altament contagiosa. Va notificar-ho immediatament a l'OMS, que va endegar una resposta a l'epidèmia (principalment mesures d'aïllament i quarantena) i axiò va permetre eliminar la propagació en només cinc mesos. També va convèncer el ministeri de salut de Vietnam que comencés a aïllar els pacients i a fer un cribratge de viatgers, alentint així el ritme inicial de propagació de l'epidèmia.
L'11 de març de 2003, mentre volava de Hanoi a Bangkok, Tailàndia, on havia de fer una conferència sobre el tema dels paràsits infantils, Urbani va començar a sentir-se febril. Urbani s'havia contagiat amb SARS mentre tractava pacients infectats a Hanoi. La seva habitació de l'hospital de Bangkok es va convertir en una sala d'aïllament improvisada i la comunicació es va fer a través d'un intercomunicador. A mesura que els seus pulmons es debilitaven, se li posà un respirador. Durant un moment de consciència, Urbani va demanar a un sacerdot que li donés els últims ritus i va demanar que es donés el seu teixit pulmonar per a investigacions científiques. Urbani va morir el 29 de març del 2003, després de 18 dies de cures intensives.

## Vida personal
Urbani estava casat amb Giuliana Chiorrini i era pare de tres fills.